# Adalbert Merx

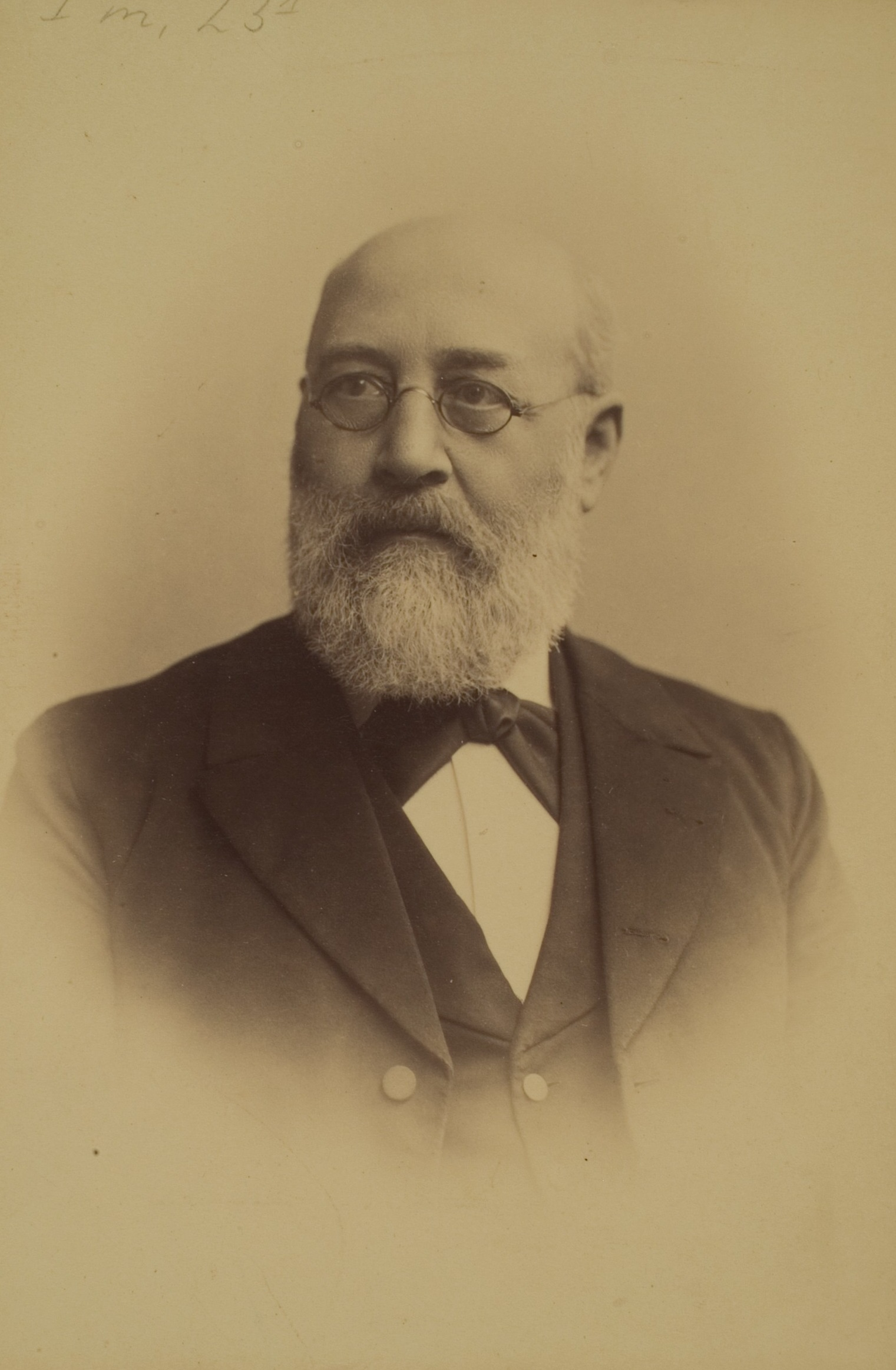
Adalbert Merx

Adalbert Ernst Otto Merx (* 2. November 1838 in Bleicherode; † 6. August 1909 in Heidelberg) war ein deutscher evangelischer Theologe und Orientalist.

## Leben

### Familie
Merx war der Sohn des Pädagogen und Nachmittagspredigers Friedrich Wilhelm Merx (1809–1843) und der Schriftstellerin Eulalia Merx, geb. Hoche (1811–1908), die eine Schwester der Schriftstellerin und Frauenrechtlerin Louise Aston geb. Hoche war. Der Theologe und Historiker Johann Gottfried Hoche war sein Großvater.
Adalbert Merx war seit 1873 verheiratet mit Sophie, geb. Curtius (1841–1915), Witwe des Großkaufmanns Ernst Matthias Döderlein in St. Petersburg. Das Ehepaar hatte sieben Kinder, darunter den Sohn Otto Merx (1862–1916), Historiker und Archivar, und die beiden Töchter Elisabeth Merx (1874–1945) und Gisela Merx+ (1875–1965). Aus der Ehe von Elisabeth Merx mit dem Wissenschaftshistoriker und Orientalisten Julius Ruska stammen neben weiteren Kindern der Physiker und Erfinder des Elektronenmikroskops (Nobelpreis 1986) Ernst Ruska (1906–1988) und der Mediziner und Biophysiker Helmut Ruska (1908–1973), Pionier der medizinisch-biowissenschaftlichen Elektronenmikroskopie. Gisela Merx (1875–1965) war verheiratet mit Max Wolf, Professor der Astronomie in Heidelberg und Wiederentdecker des Halleyschen Kometen.

### Schule und Studium
Adalbert Merx absolvierte das Gymnasium in Halberstadt und besuchte ab 1851 mit einer Freistelle die Landesschule Pforta in Schulpforta bei Naumburg (Saale). Dort erhielt er eine humanistische und philosophische Ausbildung. Daneben lernte er unter Anleitung seines Lehrers Karl Steinhart Syrisch und Arabisch, dazu Englisch, Französisch und Italienisch. Aus dieser Zeit stammte nach eigener Aussage sein Wunsch, Sprachwissenschaften zu studieren.
Da diese Studien jedoch allein keine sicheren Zukunftsaussichten boten, studierte Merx ab dem Sommersemester 1857 an der Philipps-Universität Marburg neben Philologie auch Theologie u. a. bei dem Alttestamentler Franz Dietrich. Sanskrit lernte er bei Johann Gildemeister. Zugleich erweiterte er seine Kenntnisse der orientalischen Sprachen, was sich für sein Studium des Alten Testaments als wertvoll erweisen sollte.
Nach drei Semestern wechselte er nach Halle (Saale), dem damaligen Zentrum der biblisch-orientalischen Studien, wo er vier Semester verbrachte. Seine Lehrer dort waren insbesondere der Semitist Emil Rödiger (1801–1874), der Alttestamentler Hermann Hupfeld, ein Vertreter der historisch-kritischen Richtung, und der Arabist Friedrich August Arnold (1812–1869).
Dann ging Merx nach Breslau. Dort wurde er 1862 an der Philosophischen Fakultät mit einer Arbeit über die Briefe des Ignatius von Antiochia an Polykarp, an die Epheser und an die Römer zum Dr. phil. promoviert. Mit dieser aufsehenerregenden Arbeit wies er nach, dass alle unter dem Namen des Ignatius von Antiochien laufenden Schriften unecht sind, der Syrus Curetonianus oder Cureton-Syrer aus dem 5. Jahrhundert dagegen den echten Ignatiustext enthält. Von 1862 bis 1864 studierte Merx in Berlin und erwarb dort 1864 mit einer (ungedruckten) Arbeit über Tendenz und Komposition des Hiobbuches (De Jobeide) das theologische Licentiat. 1865 habilitierte sich Merx an der Theologischen Fakultät der Universität Jena mit der Schrift Cur in libro Danielis iuxta hebraeam aramaea adhibita sit dialectus explicatur.

### Universitätslaufbahn
Seine akademische Tätigkeit begann Merx im Sommersemester 1865 in Jena mit einer Vorlesung über das Buch Joel. 1866 stand er auf der Kandidatenliste für den neu zu besetzenden Lehrstuhl für alttestamentliche Exegese. 1869 wurde Merx in Jena zum außerordentlichen Professor ernannt. Das Gutachten seines Kollegen Ludwig Diestel hebt seine „gründliche philosophische“ Erforschung des Alten Testaments hervor und die Gründung des Archivs zur wissenschaftlichen Erforschung desselben. In Jena las Merx neben alttestamentlichen Kollegs auch über Arabisch, Neupersisch und Äthiopisch.
Noch im selben Jahr wurde er an die Philosophische Fakultät der Universität Tübingen berufen. Als Nachfolger des Orientalisten Julius v. Mohl übernahm er dort die ordentliche Professur für Semitische Sprachen. Im Februar 1873 wurde Merx als o. Professor für Altes Testament Nachfolger von Eberhard Schrader an der Theologischen Fakultät in Gießen. Im April 1875 folgte er einem Ruf als Nachfolger des Theologen und Alttestamentlers Ferdinand Hitzig an die Universität Heidelberg, wo er bis zu seinem Tode lehrte.

### Tod

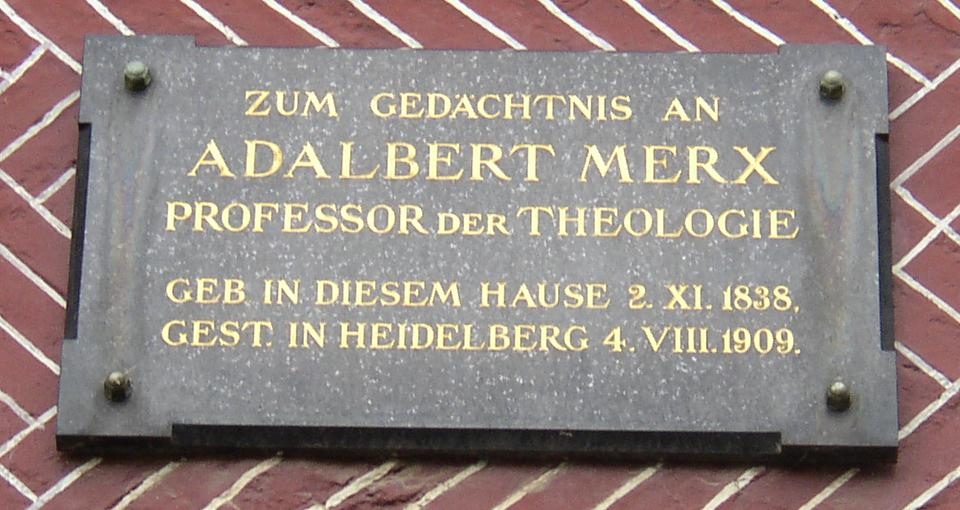
Gedenktafel am Heimatmuseum in Bleicherode

Adalbert Merx starb bei einer Begräbnisrede für seinen Freund und Kollegen, den Kirchenhistoriker Adolf Hausrath, auf dem Bergfriedhof Heidelberg am 6. August 1909. Dort fand er in unmittelbarer Nachbarschaft des Philosophen Gustav Radbruch, des Soziologen Max Weber sowie der Schriftstellerinnen Hilde Domin und Elisabeth Alexander seine letzte Ruhestätte. Sein Grab im Jugendstil steht unter Denkmalschutz (E333-335).

## Ehrungen
Adalbert Merx war Geheimrat (1892), Geh. Rat II. Kl. (1905), Doctor of Literature (Univ. Dublin) und Mitglied der Heidelberger Akademie der Wissenschaften (1909).
Merx’ Schwiegersohn Max Wolf benannte die Asteroiden (330) Adalberta und (808) Merxia nach seinem Schwiegervater.

## Nachlass
Adalbert Merx’ Nachlass wird an der Universitätsbibliothek Heidelberg verwahrt (Nachlass Adalbert Merx, Signatur: Heid. Hs. 3762). Drei Kästen enthalten: A. Tagebücher; B. Werk, Biographie und Nachruf; C. Korrespondenz; D. Eigene Kollegnachschriften; E. Kollegmanuskripte; F. Werkmanuskripte und Gedichte; G. Vorträge; H. Veröffentlichungen; J. Schriften anderer Autoren.

## Werk
Adalbert Merx war als Universalgelehrter ein angesehener und international renommierter Wissenschaftler. Sein bekanntestes Werk ist Das Evangelium des Johannes nach der syrischen im Sinaikloster gefundenen Palimpsesthandschrift (siehe: Altsyrische NT-Übersetzungen). Das Werk wurde nach seinem Tode abgeschlossen und von seinem Schwiegersohn Julius Ruska publiziert.
Merx’ außergewöhnliche Sprachkenntnisse – er beherrschte die semitischen sowie andere orientalischen Sprachen in herausragender Weise – und sein Interesse an den grundlegenden Fragen zur Hermeneutik prägten seine Arbeit als Exeget des Alten Testaments. Anhand des 1892 im Katharinenkloster (Sinai) von Agnes Smith Lewis und ihrer Zwillingsschwester Margaret Dunlop Gibson aufgefundenen Sinai-Syrers (Sinaiticus-Palimpsest) aus dem späten 4. Jahrhundert legte er die Bedeutung einer solide begründeten Textkritik für die Erstellung eines zuverlässigen Textes dar. Die Weiterentwicklung der Textkritik blieb zeitlebens Teil seiner wissenschaftlichen Arbeit.
Der Sprachwissenschaftler entzifferte phönizische, hebräische und aramäische Inschriften, gab eine syrische Grammatik (1867–1870) und ein neusyrisches Lesebuch (1873) heraus und edierte samaritanische und arabische Texte. Er verfasste auch eine Übersetzung türkischer Sprichwörter (1877, 1893). Das Werk Die Prophetie des Joel (1879) enthält seine exegetischen und hermeneutischen Grundsätze unter explizitem Rückbezug auf Adolf Hilgenfeld, Ordinarius für Neues Testament in Jena, und die dortigen Alttestamentler Ludwig Diestel und Carl Gustav Adolf Siegfried (1830–1903), letzterer ein namhafter Vertreter der historisch-kritischen Forschung am Alten Testament. Zur Feier des vierzigjährigen Regierungsjubiläums des Großherzogs Friedrich von Baden hielt Merx am 28. April 1892 an der Universität Heidelberg seine Festrede über Die Ideen von Staat und Staatsmann im Zusammenhange mit der geschichtlichen Entwicklung der Menschheit. Anlässlich des Geburtstags des badischen Großherzogs Karl Friedrich hielt Merx 1893 seine akademische Rede Idee und Grundlinien einer allgemeinen Geschichte der Mystik. 1998 erschien Merx’ Übersetzung eines Abschnitt aus Muallim Nacis Autobiographie vom Türkischen ins Deutsche: Aus Muʿallim Nadschi’s [Mu'allim Ná´g¯i] Sünbüle: Die Geschichte seiner Kindheit (G. Reimer, Berlin, 1898). Merx’ spätes Hauptwerk Die vier kanonischen Evangelien nach ihrem ältesten bekannten Texte (1897–1911) ist eine Abhandlung zum Sinai-Syrer (Sinai Palimpsest).
Im Verlauf seiner Forschungen unternahm Merx mehrere Reisen in den Nahen Osten.

## Veröffentlichungen (Auswahl)
- Meletemata, critica de epistolarum Ignatianarum versione syriaca commentatio. Halle, 1861 (Inauguraldissertation, Breslau, 1862).
- Bardesanes von Edessa: nebst einer Untersuchung über das Verhältnis der clementinischen Recognitionen zu dem Buche der Gesetze der Länder. C.E.M. Pfeffer, Halle, 1863.
- Cur in libro Danielis iuxta hebraeam aramaea adhibita sit dialectus explicatur. Halle, 1865. (Habilitationsschrift) (Digitalisat)
- Grammatica Syrica. Bd. 1-2, Orphanotropheum, Halle, 1867-1870. (Digitalisat) (Digitalisat, Bd. 1; Bd. 2)
- Die Inschrift von Umm el Awamid I. In: Zeitschrift der Deutschen Morgenländischen Gesellschaft Band 21 (1867), S. 476.
- Das Gedicht von Hiob. Hebräischer Text, kritisch bearbeitet und übersetzt, nebst … Einleitung. Mauke’s Verlag, Jena 1871.
- Türkische Sprichwörter ins Deutsche übersetzt. Venedig, Armenische Druckerei. Erste Ausgabe, 1877.
- Eine Rede vom Auslegen ins besondere des Alten Testaments. Vortrag gehalten zu Heidelberg im wissenschaftlichen Predigerverein Badens und der Pfalz am 3. Juli 1878. Buchhandlung des Waisenhauses, Halle/S. 1879. (Digitalisat)
- Die Prophetie des Joel und ihre Ausleger. Von den ältesten Zeiten bis zu den Reformatoren. Eine exegetisch-kritische und hermeneutisch-dogmengeschichtliche Studie. Buchhandlung des Waisenhauses, Halle/S. 1879. (Digitalisat)
- Die Saadjanische [Sa'adjã Gã'¯on] Uebersetzung des Hohen Liedes ins Arabische ([Arab:] Tasbî.h attasãbîh). Winter, Heidelberg 1882.
- Chrestomathia Targumica quam collatis libris manu scriptis antiquissmimis tiberiensibusque impressis celeberrimis. E codicibus ad codices vocalibus babylonicis instructis. Reuther, Berlin 1888.
- Die Ideen von Staat und Staatsmann im Zusammenhange mit der geschichtlichen Entwicklung der Menschheit. Festrede zur Feier des vierzigjährigen Regierungsjubiläums Seiner Königlichen Hoheit des Grossherzogs Friedrich von Baden gehalten in der Aula der Universität Heidelberg am 28. April 1892. Hörning, Heidelberg 1892. (Digitalisat)
- Türkische Sprichwörter ins Deutsche übersetzt. Armenische Druckerei, Venedig 1893.
- Idee und Grundlinien einer allgemeinen Geschichte der Mystik. Akademische Rede zum Geburtsfeste des höchstseligen Grossherzogs Karl Friedrich am 22. November 1892 beim Vortrage des Jahresberichtes und der Verkündung der akademischen Preise gehalten. Hörning, Heidelberg 1893.
- Die vier kanonischen Evangelien nach ihrem ältesten bekannten Texte. Übersetzung und Erläuterung der syrischen im Sinaikloster gefundenen Palimpsesthandschriften. 2 Teile in 4 Bänden, G. Reimer, Berlin 1897–1911.